# Campionati mondiali di pattinaggio di figura 2008
I Campionati mondiali di pattinaggio di figura 2008 sono stati la 98ª edizione della competizione di pattinaggio di figura, valida per la stagione 2007-2008. Si sono svolti dal 23 al 29 marzo 2009 presso lo Scandinavium di Göteborg, in Svezia.

## Qualificazioni
La competizione è stata aperta ai pattinatori provenienti dalle rappresentative nazionali ISU con un'età di almeno 15 anni al 1º luglio 2007. La corrispondente competizione per pattinatori più giovani è stata il Campionato Mondiale Juniores.
In base ai risultati dei Mondiali 2007, ogni Paese ha potuto contare sull'accesso di un numero da 1 a 3 partecipanti per ogni disciplina. Le seguenti nazioni hanno ottenuto più di un posto nella manifestazione:
| Posti | Singolo m.                            | Singolo f.                                                 | Coppie                      | Danza                                    |
| ----- | ------------------------------------- | ---------------------------------------------------------- | --------------------------- | ---------------------------------------- |
| 3     | Canada Giappone Stati Uniti           | Giappone                                                   | Canada Cina Germania Russia | Francia Stati Uniti                      |
| 2     | Belgio Francia Russia Svezia Svizzera | Canada Finlandia Italia Corea del Sud Svizzera Stati Uniti | Ucraina Stati Uniti         | Canada Israele Italia Russia Regno Unito |

## Medagliere
Tabella delle medaglie ottenute per Paese:
| Posiz. | Nazione       | Oro | Argento | Bronzo | Totale |
| ------ | ------------- | --- | ------- | ------ | ------ |
| 1      | Canada        | 1   | 1       | 1      | 3      |
| 2      | Francia       | 1   | 1       | 0      | 2      |
| 3      | Germania      | 1   | 0       | 0      | 1      |
| 3      | Giappone      | 1   | 0       | 0      | 1      |
| 5      | Cina          | 0   | 1       | 0      | 1      |
| 5      | Italia        | 0   | 1       | 0      | 1      |
| 7      | Russia        | 0   | 0       | 1      | 1      |
| 7      | Corea del Sud | 0   | 0       | 1      | 1      |
| 7      | Stati Uniti   | 0   | 0       | 1      | 1      |

## Risultati

### Singolo maschile
| Pos.                              | Nome                  | Nazione       | Totale | PC | PC    | PL | PL     |
| --------------------------------- | --------------------- | ------------- | ------ | -- | ----- | -- | ------ |
| 1                                 | Jeffrey Buttle        | Canada        | 245.17 | 1  | 82.10 | 1  | 163.07 |
| 2                                 | Brian Joubert         | Francia       | 231.22 | 6  | 77.75 | 2  | 153.47 |
| 3                                 | Johnny Weir           | Stati Uniti   | 221.84 | 2  | 80.79 | 5  | 141.05 |
| 4                                 | Daisuke Takahashi     | Giappone      | 220.11 | 3  | 80.40 | 6  | 139.71 |
| 5                                 | Stéphane Lambiel      | Svizzera      | 217.88 | 5  | 79.12 | 7  | 138.76 |
| 6                                 | Kevin van der Perren  | Belgio        | 216.02 | 9  | 70.24 | 3  | 145.78 |
| 7                                 | Sergei Voronov        | Russia        | 209.93 | 15 | 65.26 | 4  | 144.67 |
| 8                                 | Takahiko Kozuka       | Giappone      | 205.15 | 8  | 70.91 | 8  | 134.24 |
| 9                                 | Patrick Chan          | Canada        | 203.55 | 7  | 72.81 | 11 | 130.74 |
| 10                                | Stephen Carriere      | Stati Uniti   | 201.69 | 11 | 68.20 | 9  | 133.49 |
| 11                                | Jeremy Abbott         | Stati Uniti   | 197.26 | 14 | 65.61 | 10 | 131.65 |
| 12                                | Sergej Davydov        | Bielorussia   | 196.79 | 12 | 68.19 | 12 | 128.60 |
| 13                                | Adrian Schultheiss    | Svezia        | 194.39 | 13 | 66.45 | 13 | 127.94 |
| 14                                | Kristoffer Berntsson  | Svezia        | 193.72 | 10 | 69.02 | 15 | 124.70 |
| 15                                | Tomáš Verner          | Rep. Ceca     | 191.94 | 4  | 79.87 | 20 | 112.07 |
| 16                                | Karel Zelenka         | Italia        | 187.65 | 17 | 64.05 | 16 | 123.60 |
| 17                                | Gregor Urbas          | Slovenia      | 187.48 | 18 | 61.65 | 14 | 125.83 |
| 18                                | Yannick Ponsero       | Francia       | 182.06 | 16 | 64.46 | 18 | 117.60 |
| 19                                | Yasuharu Nanri        | Giappone      | 179.88 | 20 | 60.89 | 17 | 118.99 |
| 20                                | Anton Kovalevski      | Ucraina       | 178.13 | 21 | 60.74 | 19 | 117.39 |
| 21                                | Igor Macypura         | Slovacchia    | 169.93 | 19 | 61.19 | 21 | 108.74 |
| 22                                | Jamal Othman          | Svizzera      | 164.02 | 22 | 57.75 | 22 | 106.27 |
| 23                                | Li Chengjiang         | Cina          | 155.75 | 23 | 53.99 | 23 | 101.76 |
| 24                                | Abzal Rakimgaliev     | Kazakistan    | 149.92 | 24 | 51.58 | 24 | 98.34  |
| Eliminati dopo il programma corto |                       |               |        |    |       |    |        |
| 25                                | Alexandr Kazakov      | Bielorussia   |        | 25 | 51.00 |    |        |
| 26                                | Michael Chrolenko     | Norvegia      |        | 26 | 50.50 |    |        |
| 27                                | Pavel Kaška           | Rep. Ceca     |        | 27 | 49.98 |    |        |
| 28                                | Boris Martinec        | Croazia       |        | 28 | 48.91 |    |        |
| 29                                | Elliot Hilton         | Regno Unito   |        | 29 | 48.10 |    |        |
| 30                                | Javier Fernández      | Spagna        |        | 30 | 47.87 |    |        |
| 31                                | Mikko Minkkinen       | Finlandia     |        | 31 | 47.15 |    |        |
| 32                                | Peter Liebers         | Germania      |        | 32 | 46.96 |    |        |
| 33                                | Zoltán Kelemen        | Romania       |        | 33 | 45.58 |    |        |
| 34                                | Maxim Shipov          | Israele       |        | 34 | 44.32 |    |        |
| 35                                | Sean Carlow           | Australia     |        | 35 | 43.98 |    |        |
| 36                                | Luis Hernández        | Messico       |        | 36 | 42.74 |    |        |
| 37                                | Manuel Koll           | Austria       |        | 37 | 42.47 |    |        |
| 38                                | Justin Pietersen      | Sudafrica     |        | 38 | 38.67 |    |        |
| 39                                | Naiden Borichev       | Bulgaria      |        | 39 | 38.36 |    |        |
| 40                                | Konstantin Tupikov    | Polonia       |        | 40 | 37.47 |    |        |
| 41                                | Tristan Thode         | Nuova Zelanda |        | 41 | 35.29 |    |        |
| 42                                | Kutay Eryoldas        | Turchia       |        | 42 | 35.04 |    |        |
| 43                                | Danil Privalov        | Azerbaigian   |        | 43 | 34.73 |    |        |
| 44                                | Tigran Vardanjan      | Ungheria      |        | 44 | 32.37 |    |        |
| 45                                | Saulius Ambrulevičius | Lituania      |        | 45 | 28.63 |    |        |
| WD                                | Alban Préaubert       | Francia       |        |    |       |    |        |

### Singolo femminile
| Pos.                              | Nome                     | Nazione       | Totale | PC | PC    | PL | PL     |
| --------------------------------- | ------------------------ | ------------- | ------ | -- | ----- | -- | ------ |
| 1                                 | Mao Asada                | Giappone      | 185.56 | 2  | 64.10 | 2  | 121.46 |
| 2                                 | Carolina Kostner         | Italia        | 184.68 | 1  | 64.28 | 3  | 120.40 |
| 3                                 | Kim Yuna                 | Corea del Sud | 183.23 | 5  | 59.85 | 1  | 123.38 |
| 4                                 | Yukari Nakano            | Giappone      | 177.40 | 3  | 61.10 | 4  | 116.30 |
| 5                                 | Joannie Rochette         | Canada        | 174.12 | 6  | 59.53 | 5  | 114.59 |
| 6                                 | Sarah Meier              | Svizzera      | 171.88 | 7  | 59.49 | 6  | 112.39 |
| 7                                 | Kimmie Meissner          | Stati Uniti   | 149.74 | 9  | 57.25 | 12 | 92.49  |
| 8                                 | Laura Lepistö            | Finlandia     | 147.26 | 21 | 45.41 | 7  | 101.85 |
| 9                                 | Kiira Korpi              | Finlandia     | 145.73 | 4  | 60.58 | 17 | 85.15  |
| 10                                | Beatrisa Liang           | Stati Uniti   | 145.29 | 10 | 52.81 | 13 | 92.48  |
| 11                                | Júlia Sebestyén          | Ungheria      | 145.17 | 19 | 47.04 | 8  | 98.13  |
| 12                                | Annette Dytrt            | Germania      | 144.31 | 12 | 50.99 | 11 | 93.32  |
| 13                                | Valentina Marchei        | Italia        | 142.93 | 17 | 48.89 | 9  | 94.04  |
| 14                                | Mira Leung               | Canada        | 140.59 | 14 | 50.69 | 14 | 89.90  |
| 15                                | Jelena Glebova           | Estonia       | 140.10 | 20 | 46.26 | 10 | 93.84  |
| 16                                | Ashley Wagner            | Stati Uniti   | 137.40 | 11 | 51.49 | 15 | 85.91  |
| 17                                | Ksenia Doronina          | Russia        | 135.25 | 15 | 49.94 | 16 | 85.31  |
| 18                                | Viktoria Helgesson       | Svezia        | 127.96 | 16 | 49.68 | 20 | 78.28  |
| 19                                | Kim Na-young             | Corea del Sud | 127.32 | 18 | 47.96 | 19 | 79.36  |
| 20                                | Elene Gedevanishvili     | Georgia       | 125.99 | 23 | 44.06 | 18 | 81.93  |
| 21                                | Anastasia Gimazetdinova  | Uzbekistan    | 124.92 | 13 | 50.84 | 21 | 74.08  |
| 22                                | Tamar Katz               | Israele       | 116.86 | 24 | 43.58 | 22 | 73.28  |
| 23                                | Melinda Sherilyn Wang    | Taipei cinese | 116.12 | 22 | 44.77 | 23 | 71.35  |
| WD                                | Miki Andō                | Giappone      |        | 8  | 59.21 |    |        |
| Eliminate dopo il programma corto |                          |               |        |    |       |    |        |
| 25                                | Jenna McCorkell          | Regno Unito   |        | 25 | 42.55 |    |        |
| 26                                | Ivana Reitmayerová       | Slovacchia    |        | 26 | 41.79 |    |        |
| 27                                | Tuğba Karademir          | Turchia       |        | 27 | 38.71 |    |        |
| 28                                | Mérovée Ephrem           | Monaco        |        | 28 | 38.61 |    |        |
| 29                                | Victoria Muniz           | Porto Rico    |        | 29 | 38.41 |    |        |
| 30                                | Sonia Lafuente           | Spagna        |        | 30 | 38.35 |    |        |
| 31                                | Liu Yan                  | Cina          |        | 31 | 38.13 |    |        |
| 32                                | Nella Simaová            | Rep. Ceca     |        | 32 | 37.72 |    |        |
| 33                                | Sonia Radeva             | Bulgaria      |        | 33 | 37.44 |    |        |
| 34                                | Anna Jurkiewicz          | Polonia       |        | 34 | 37.09 |    |        |
| 35                                | Irina Movchan            | Ucraina       |        | 35 | 36.17 |    |        |
| 36                                | Julia Sheremet           | Bielorussia   |        | 36 | 34.69 |    |        |
| 37                                | Tina Wang                | Australia     |        | 37 | 34.00 |    |        |
| 38                                | Candice Didier           | Francia       |        | 38 | 33.91 |    |        |
| 39                                | Roxana Luca              | Romania       |        | 39 | 32.07 |    |        |
| 40                                | Viviane Käser            | Svizzera      |        | 40 | 30.37 |    |        |
| 41                                | Mirna Libric             | Croazia       |        | 41 | 30.20 |    |        |
| 42                                | Ksenia Jastsenjski       | Serbia        |        | 42 | 29.05 |    |        |
| 43                                | Barbara Klerk            | Belgio        |        | 43 | 28.38 |    |        |
| 44                                | Loretta Hamui            | Messico       |        | 44 | 28.15 |    |        |
| 45                                | Gracielle Jeanne Tan     | Filippine     |        | 45 | 27.85 |    |        |
| 46                                | Denise Koegl             | Austria       |        | 46 | 27.36 |    |        |
| 47                                | Charissa Tansomboon      | Thailandia    |        | 47 | 27.28 |    |        |
| 48                                | Stasia Rage              | Lettonia      |        | 48 | 26.45 |    |        |
| 49                                | Tamami Ono               | Hong Kong     |        | 49 | 26.20 |    |        |
| 50                                | Maria-Elena Papasotiriou | Grecia        |        | 50 | 25.95 |    |        |
| 51                                | Lejeanne Marais          | Sudafrica     |        | 51 | 25.85 |    |        |
| 52                                | Morgan Figgins           | Nuova Zelanda |        | 52 | 25.16 |    |        |
| 53                                | Beatrice Rozinskaite     | Lituania      |        | 53 | 24.02 |    |        |

### Coppie
| Pos. | Nome                                   | Nazione     | Totale | PC | PC    | PL | PL     |
| ---- | -------------------------------------- | ----------- | ------ | -- | ----- | -- | ------ |
| 1    | Aliona Savchenko / Robin Szolkowy      | Germania    | 202.86 | 2  | 72.00 | 1  | 130.86 |
| 2    | Zhang Dan / Zhang Hao                  | Cina        | 197.82 | 1  | 74.36 | 3  | 123.46 |
| 3    | Jessica Dubé / Bryce Davison           | Canada      | 192.78 | 4  | 68.66 | 2  | 124.12 |
| 4    | Yuko Kawaguchi / Aleksandr Smirnov     | Russia      | 191.33 | 3  | 71.42 | 4  | 119.91 |
| 5    | Pang Qing / Tong Jian                  | Cina        | 186.78 | 5  | 67.87 | 5  | 118.91 |
| 6    | Meagan Duhamel / Craig Buntin          | Canada      | 169.61 | 7  | 60.01 | 6  | 109.60 |
| 7    | Marija Muchortova / Maksim Tran'kov    | Russia      | 166.64 | 6  | 64.09 | 9  | 102.55 |
| 8    | Anabelle Langlois / Cody Hay           | Canada      | 164.67 | 9  | 59.43 | 7  | 105.24 |
| 9    | Tat'jana Volosožar / Stanislav Morozov | Ucraina     | 159.95 | 8  | 59.53 | 10 | 100.42 |
| 10   | Rena Inoue / John Baldwin              | Stati Uniti | 157.20 | 10 | 53.83 | 8  | 103.37 |
| 11   | Brooke Castile / Benjamin Okolski      | Stati Uniti | 146.03 | 12 | 49.59 | 11 | 96.44  |
| 12   | Dong Huibo / Wu Yiming                 | Cina        | 142.83 | 11 | 50.49 | 12 | 92.34  |
| 13   | Laura Magitteri / Ondřej Hotárek       | Italia      | 126.38 | 14 | 42.18 | 13 | 84.20  |
| 14   | Adeline Canac / Maximin Coia           | Francia     | 124.68 | 16 | 41.75 | 14 | 82.93  |
| 15   | Stacey Kemp / David King               | Regno Unito | 123.98 | 13 | 44.28 | 15 | 79.70  |
| 16   | Dominika Piątkowska / Dmitri Khromin   | Polonia     | 111.94 | 17 | 38.32 | 16 | 73.62  |
| 17   | Hayley Anne Sacks / Vadim Akolzin      | Israele     | 111.23 | 15 | 41.96 | 17 | 69.27  |
| 18   | Marina Aganina / Dmitri Zobnin         | Uzbekistan  | 97.31  | 18 | 35.24 | 19 | 62.07  |
| 19   | Ariel Fay Gagnon / Chad Tsagris        | Grecia      | 95.65  | 19 | 33.34 | 18 | 62.31  |
| 20   | Amy Ireland / Michael Bahoric          | Croazia     | 77.39  | 20 | 26.57 | 20 | 50.82  |
| WD   | Ekaterina Kostenko / Roman Talan       | Ucraina     |        |    |       |    |        |

### Danza su ghiaccio
| Pos.                                 | Nome                                    | Nazione     | Totale | Qual. | Qual. | D. Orig. | D. Orig. | D. Lib. | D. Lib. |
| ------------------------------------ | --------------------------------------- | ----------- | ------ | ----- | ----- | -------- | -------- | ------- | ------- |
| 1                                    | Isabelle Delobel / Olivier Schoenfelder | Francia     | 212.94 | 1     | 40.73 | 1        | 67.25    | 2       | 104.96  |
| 2                                    | Tessa Virtue / Scott Moir               | Canada      | 208.80 | 2     | 38.71 | 3        | 64.81    | 1       | 105.28  |
| 3                                    | Jana Khokhlova / Sergei Novitski        | Russia      | 203.26 | 3     | 37.98 | 2        | 65.99    | 5       | 99.29   |
| 4                                    | Tanith Belbin / Benjamin Agosto         | Stati Uniti | 203.00 | 5     | 35.02 | 4        | 64.69    | 3       | 103.29  |
| 5                                    | Federica Faiella / Massimo Scali        | Italia      | 201.91 | 4     | 37.15 | 5        | 63.55    | 4       | 101.21  |
| 6                                    | Meryl Davis / Charlie White             | Stati Uniti | 191.19 | 7     | 34.80 | 7        | 60.36    | 6       | 96.03   |
| 7                                    | Nathalie Péchalat / Fabian Bourzat      | Francia     | 190.51 | 6     | 34.82 | 6        | 60.67    | 7       | 95.02   |
| 8                                    | Sinead Kerr / John Kerr                 | Regno Unito | 186.94 | 8     | 33.48 | 8        | 59.86    | 8       | 93.60   |
| 9                                    | Alexandra Zaretski / Roman Zaretski     | Israele     | 179.21 | 9     | 32.51 | 9        | 58.10    | 10      | 88.60   |
| 10                                   | Anna Cappellini / Luca Lanotte          | Italia      | 179.03 | 11    | 31.52 | 10       | 57.05    | 9       | 90.46   |
| 11                                   | Kristin Fraser / Igor Lukanin           | Azerbaigian | 173.95 | 10    | 31.86 | 11       | 56.35    | 11      | 85.74   |
| 12                                   | Kimberly Navarro / Brent Bommentre      | Stati Uniti | 165.90 | 12    | 31.48 | 13       | 52.10    | 14      | 82.32   |
| 13                                   | Ekaterina Bobrova / Dmitri Soloviev     | Russia      | 164.72 | 16    | 29.12 | 12       | 52.88    | 13      | 82.72   |
| 14                                   | Katherine Copely / Deividas Stagniūnas  | Lituania    | 164.28 | 13    | 29.85 | 14       | 51.66    | 12      | 82.77   |
| 15                                   | Ekaterina Rubleva / Ivan Shefer         | Russia      | 160.37 | 15    | 29.14 | 15       | 49.52    | 15      | 81.71   |
| 16                                   | Cathy Reed / Chris Reed                 | Giappone    | 155.15 | 18    | 28.16 | 18       | 47.70    | 16      | 79.29   |
| 17                                   | Kaitlyn Weaver / Andrew Poje            | Canada      | 154.84 | 20    | 27.74 | 17       | 48.62    | 17      | 78.48   |
| 18                                   | Anna Zadorozhniuk / Sergei Verbillo     | Ucraina     | 153.25 | 14    | 29.31 | 16       | 49.17    | 21      | 74.77   |
| 19                                   | Allie Hann-McCurdy / Michael Coreno     | Canada      | 153.13 | 17    | 28.33 | 19       | 47.01    | 18      | 77.79   |
| 20                                   | Nelli Zhiganshina / Alexander Gazsi     | Germania    | 150.82 | 19    | 28.07 | 21       | 45.52    | 19      | 77.23   |
| 21                                   | Barbora Silná / Dmitri Matsjuk          | Austria     | 147.21 | 21    | 24.85 | 20       | 46.90    | 20      | 75.46   |
| 22                                   | Yu Xiaoyang / Wang Chen                 | Cina        | 139.20 | 23    | 23.90 | 23       | 43.97    | 23      | 71.33   |
| 23                                   | Kamila Hájková / David Vincour          | Rep. Ceca   | 138.63 | 22    | 24.06 | 25       | 41.91    | 22      | 72.66   |
| 24                                   | Leonie Krail / Oscar Peter              | Svizzera    | 126.50 | 25    | 22.38 | 22       | 44.10    | 24      | 60.02   |
| Eliminati dopo la danza originale    |                                         |             |        |       |       |          |          |         |         |
| 25                                   | Krisztina Barta / Ádám Tóth             | Ungheria    | 64.08  | 27    | 21.44 | 24       | 42.64    |         |         |
| 26                                   | Joanna Budner / Jan Mościcki            | Polonia     | 62.28  | 24    | 23.61 | 28       | 38.67    |         |         |
| 27                                   | Danielle O'Brien / Gregory Merriman     | Australia   | 60.12  | 28    | 20.24 | 27       | 39.88    |         |         |
| 28                                   | Ksenia Shmirina / Egor Maistrov         | Bielorussia | 59.37  | 29    | 18.87 | 26       | 40.50    |         |         |
| 29                                   | Yu Sun Hye / Ramil Sarkulov             | Uzbekistan  | 56.93  | 26    | 21.85 | 30       | 35.08    |         |         |
| 30                                   | Ina Demireva / Juri Kurakin             | Bulgaria    | 53.38  | 30    | 17.75 | 29       | 35.63    |         |         |
| Eliminati dopo la danza obbligatoria |                                         |             |        |       |       |          |          |         |         |
| 31                                   | Kristina Kiudmaa / Aleksei Trohlev      | Estonia     |        | 31    | 16.72 |          |          |         |         |